# محمدي

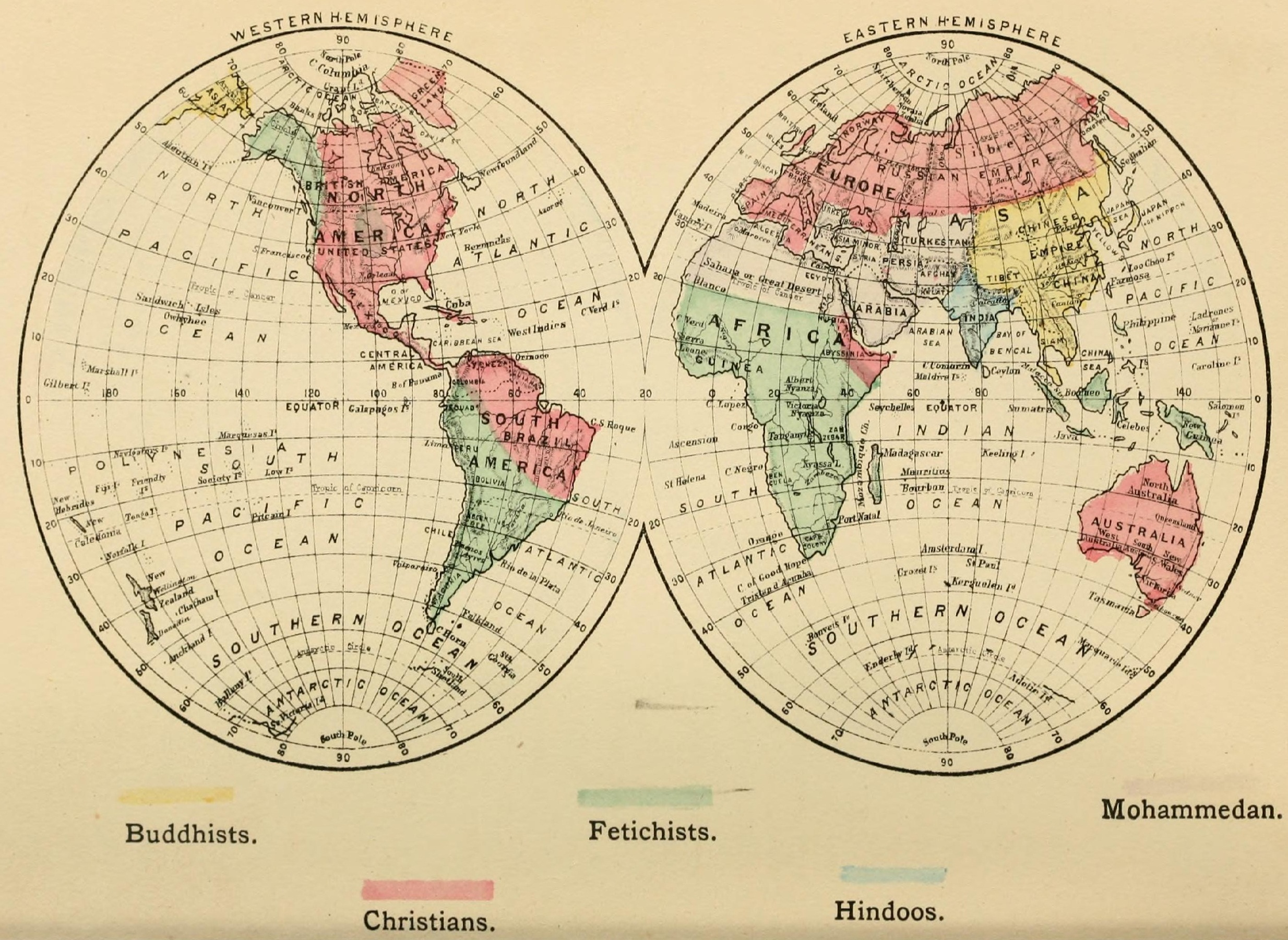
خارطة العالم عن أديان الشعوب، وتظهر فيه مصطلح "محمدي" باللغة الإنجليزية باللون الأبيض.

محمدي كلمة كانت تستعمل في أوروبا والولايات المتحدة بمعنى مسلم أو إسلامي ظلت الكلمة مستخدمة في الكتابات الغربية حتى 1965 تقريباً (انظر مثلا "A Dictionary of Modern English Usage" by HW Fowler, revised by Ernest Gowers (Oxford, 1965 حيث حلت محلها بعد ذلك كلمة مسلم. وتستخدم اليوم كلمة مسلم بشكل عام، حيث أصبحت كلمة محمدي كلمة قديمة، وفي بعض الحالات مسيئة. حسب قاموس أكسفورد الإنكليزي القصير 1973 بدأ استعمال كلمة محمدي قبل 1682 مع الكلمة الأقدم Mahometan التي تعود لسنة 1529.

## الكلمة باللغة الإنجليزية
كتبت في الكتب الأجنبية بعدة أشكال، كلها تعني " محمدي "
- 1 Mohammedan
- 2 Muhammadan
- 3 Mahommedan
- 4 Mahometan، وهي أقدم الكلمات ويعود ظهورها إلى عام 1529.